# Heliophanoides
Heliophanoides is een geslacht van spinnen uit de familie springspinnen (Salticidae). De typesoort van het geslacht is Heliophanoides epigynalis.

## Soorten
De volgende soorten zijn bij het geslacht ingedeeld:
- Heliophanoides bhutanicus Prószyński, 1992
- Heliophanoides epigynalis Prószyński, 1992
- Heliophanoides spermathecalis Prószyński, 1992